# Área metropolitana de Mobile
El Área Estadística Metropolitana de Mobile es un Área Estadística Metropolitana (MSA) centrada en la ciudad homónima, en Alabama, Estados Unidos; definida como tal por la Oficina del Censo de los Estados Unidos. Su población según el censo de 2010 es de 412.992 de habitantes.
Los límites del área metropolitana coinciden con los del Condado de Mobile. 

## Ciudades principales
El área metropolitana incluye las siguientes ciudades principales:
- Mobile
- Prichard
- Saraland
- Tillmans Corner

También incluye otras comunidades (no necesariamente incorporadas como ciudades o pueblos):
- Bayou La Batre
- Chickasaw
- Citronelle
- Creola
- Dauphin Island
- Grand Bay
- Satsuma
- Semmes
- Theodore

Y las áreas no incoproradas como pueblos o ciudades de:
- Alabama Port
- Axis
- Bucks
- Chunchula
- Coden
- Eight Mile
- Fernland
- Heron Bay
- Irvington
- Kushla
- Le Moyne
- Mauvilla
- Mon Louis
- St. Elmo
- Whistler